# Анбесса Теферра
Анбессе Теферра (1962 г.р., Йирба, Эфиопия) — израильский лингвист эфиопского происхождения, автор публикаций посвящённых исследованиям языков сидамо, шабо и др.
После окончания Университета Аддис-Абебы иммигрировал в Израиль, продолжил обучение в Тель-Авивском университете. Тема докторской диссертации: "Грамматика языка сидамо". 